# Zuider Amstelkanaal

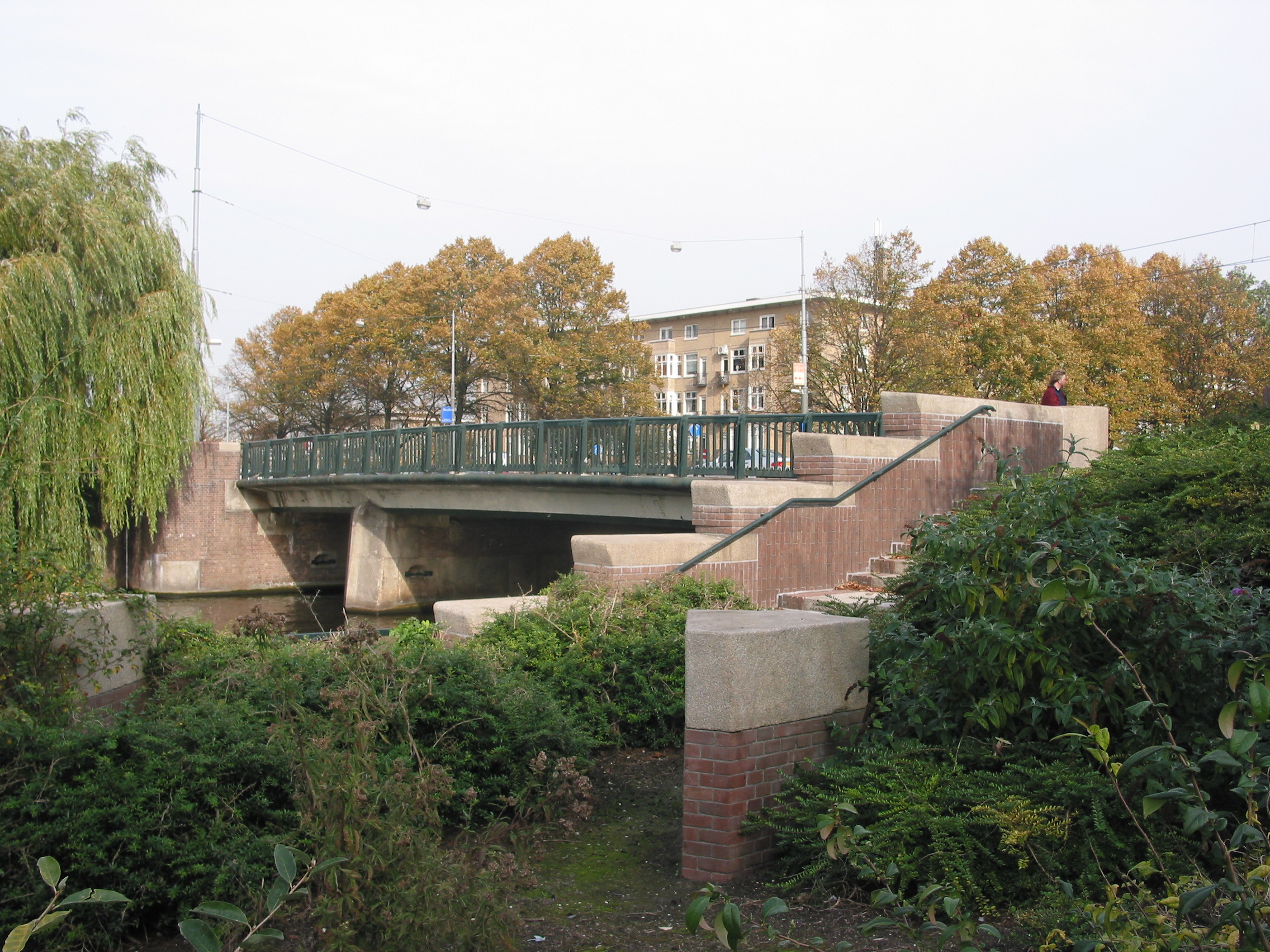
Stadionbrug (brug nr. 413; Amstelveenseweg), Piet Kramer (architect); bouwjaar 1937.

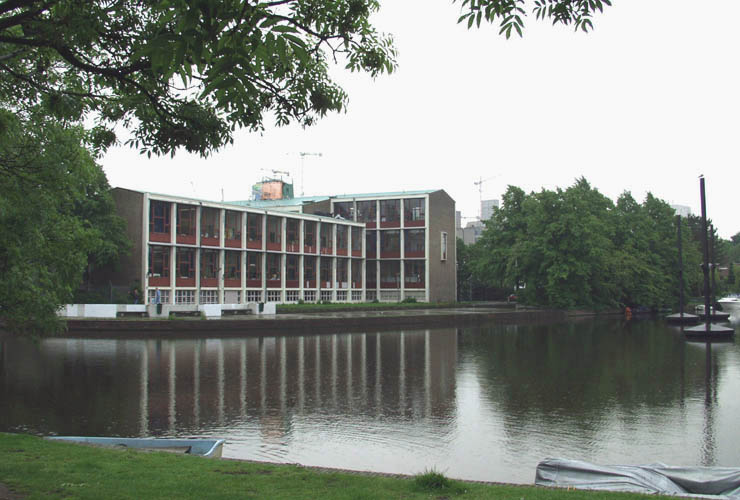
Zicht over het Zuider Amstelkanaal op het Spinozalyceum aan de Locatellikade.

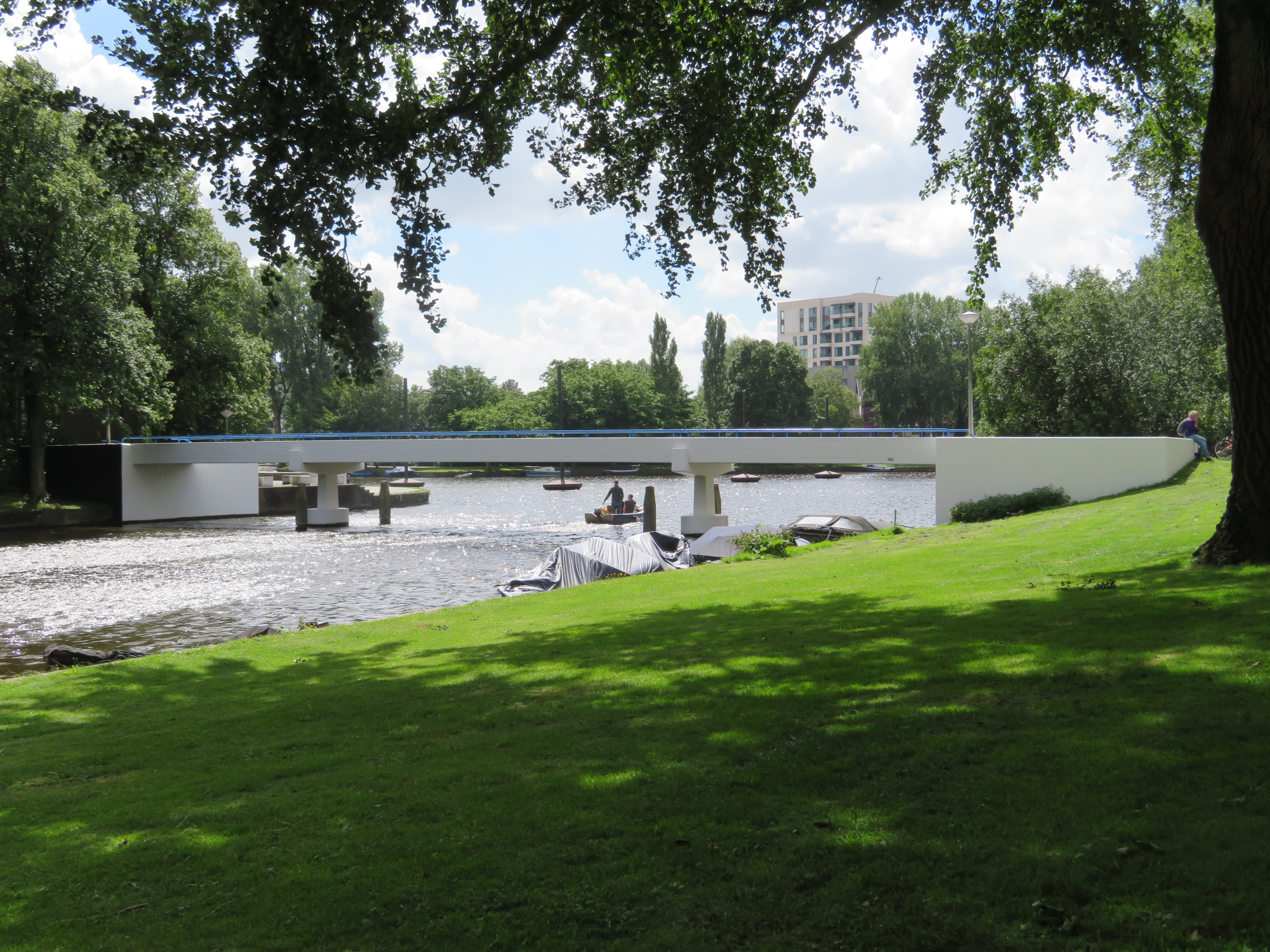
Brug nr. 414 tussen de Achillesstraat en de Locatellikade

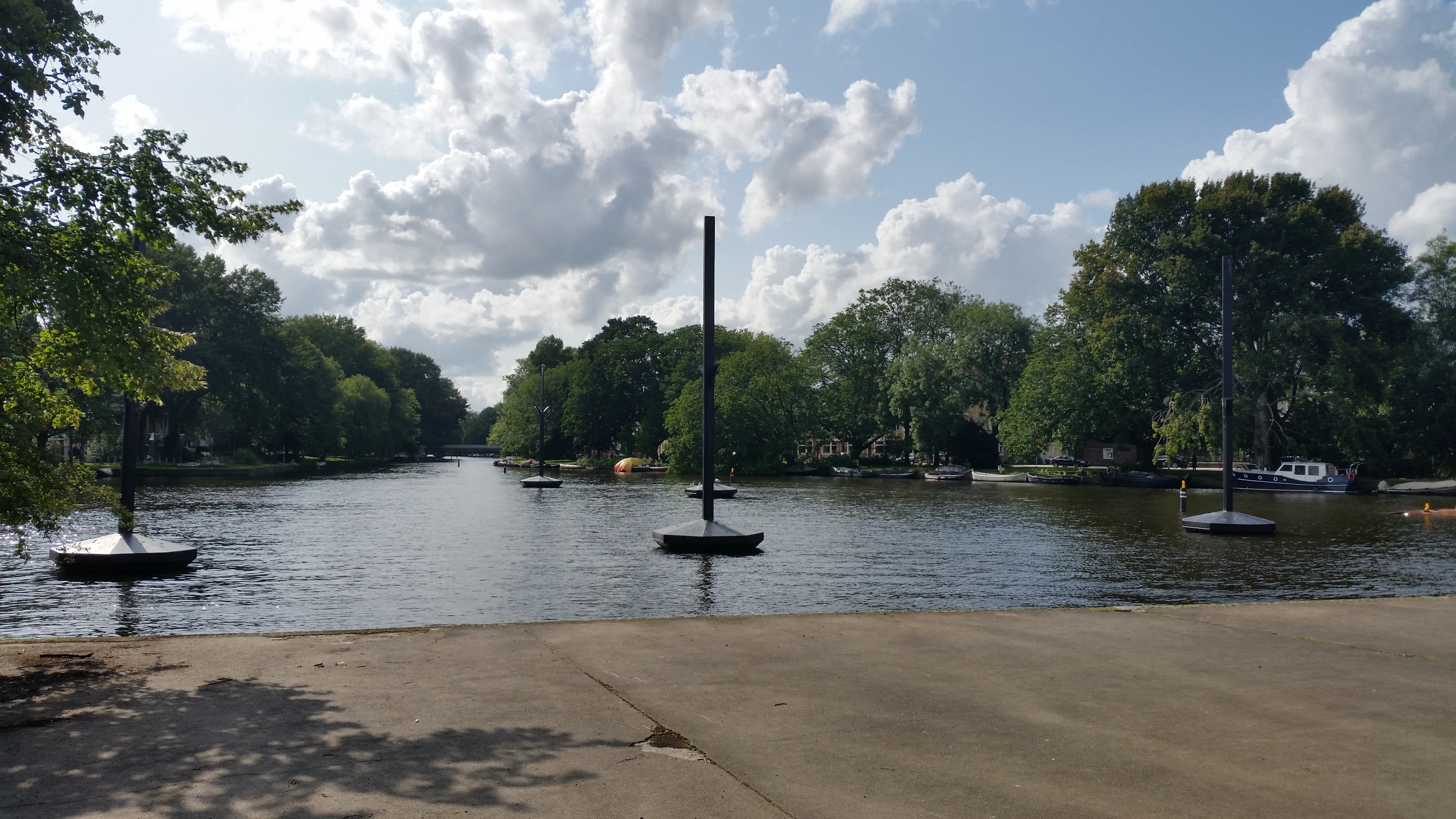
Drijvende plastiek van Evert Strobos (augustus 2019)

Het Zuider Amstelkanaal is een gracht in Amsterdam-Zuid. Het kanaal werd gegraven als onderdeel van het Plan Zuid van architect H.P. Berlage en is onderdeel van de verbinding tussen de Amstel en de Schinkel. Het vormt de scheiding tussen Stadionbuurt en Apollobuurt en de Prinses Irenebuurt.
Het Zuider Amstelkanaal loopt van de vijfsprong van grachten (officieus De Kom genoemd) waar ook de Boerenwetering, het Amstelkanaal en het Noorder Amstelkanaal op uitkomen naar de Amstelveenseweg. De kades langs het Zuider Amstelkanaal heten aan de noordelijke zijde: Bernard Zweerskade en Stadionkade. Aan de zuidelijke zijde heten ze: Cornelis Dopperkade, Henri Viottakade en Locatellikade. Doordat de kades en de daarop liggende straten afwijkende namen heeft komt het kanaal niet voor in postcodeboeken. Samen met het eerder genoemde Noorder Amstelkanaal en de Stadiongracht omsluit het een wijk in Plan Zuid.  
Ten westen van de brug over de Amstelveenseweg (brug nr. 413) heet het water Stadiongracht; hier ligt een niet meer gebruikte sluis. Via de Stadiongracht en het Olympiakanaal kan men uitkomen op de Schinkel, die via een schutsluis verbonden is met het Nieuwe Meer.

## Architectuur

### Bruggen
Over het Zuider Amstelkanaal liggen acht bruggen:
- Apollolaan/Muzenplein -Hildo Kropbrug (brug 419)
- Diepenbrockstraat - brug 418
- Beethovenstraat - Joep Langebrug, hier rijdt tramlijn 5 overheen
- Minervalaan - brug 416, voetgangers- en fietsersbrug
- Parnassusweg - brug 415
- Achillesstraat - Locatellikade - brug 414, voetgangers- en fietsersbrug
- Stadionkade bij Jasonstraat - brug 421, voetgangersbrug
- Amstelveenseweg - Aldo van Eyckbrug (brug 413), hier rijdt tramlijn 24 overheen

### Gebouwen
Opvallende gebouwen aan het Zuider Amstelkanaal:
- Apollohal
- Spinozalyceum
- Vrije School Geert Groote
- Rietveld Academie

### Overige
- Beatrixpark
- ter hoogte van het Spinozalyceum ligt in het kanaal een drijvende plastiek in de volksmond het Dobberproject van Evert Strobos, bestaande uit een vijftal achthoekige metalen plateaus met rietachtige staken, gelijkend op een dobber; het kwam na een oproep in een wijkkrant.[2][3]